# Фьеллберг, Арне
Арне Фьеллберг (норв. Arne Fjellberg; род. 7 апреля 1946, Норвегия) — Норвежский энтомолог. Известен как автор книг и статей по систематике и биогеографии ногохвосток (Collembola) скандинавии, описал много новых для науки видов и род коллембол (Isotopenola).

## Биография
Родился 7 апреля 1946 года в Норвегии.
Работал в области систематики, биогеографии и экологии на Крайнем Севере. Специалист по коллемболам голарктики.
В 1982—1991 годах работал в Университете города Тромсё, где заведовал коллекцией насекомых Музея Тромсё.
Позднее он переехал на остров Хьёме (район Вестфолл), где продолжил свою работу по ногохвостками, а также паукообразными и насекомыми.
Он считается ведущим систематиком коллембол и уже больше 40 лет как безработный. Это не мешает ему путешествовать по всему миру, участвовать в экспедициях и научных конференциях, публиковать монументальные труды (например, «Определитель ногохвосток Фенноскандии») и даже быть примерным мужем и отцом двоих детей. Одно время он служил смотрителем естественно-научного музея в Тромсё, но жена попросила супруга переехать в его родительский дом с вишневым садом — на маленьком острове на юге Норвегии. С тех пор Фьелльберг уже на работу не ходил.А. Б. Бабенко.  Дневник экспедиции // Архангельское региональное отделение РГО, 2015.

## Публикации
Основные научные публикации:
- Fjellberg A. Best. tabeller til norske biller som ikke er nevnt i «Danmarks Fauna» (Familiene Elateridae, Eucnemidae, Chryptophagidae, Lathridiidae, Cisidae og Chrysomelidae) // Norske Insekttabeller 1985. N 7.
- Fjellberg A. The systematics and distribution of Collembola in the northern region. 1988.
- Fjellberg A. The Collembola of Fennoscandia and Denmark:
  - 1) Families Poduridae, Hypogastruridae, Brachystomellidae, Neanuridae, Odontellidae and Onychiuridae. (Fauna Entomologica Scandinavica, Volume: 35). 1998.
  - 2) Entomobryomorpha and Symphypleona (Fauna Entomologica Scandinavica, Volume: 42) 2007.
- Babenko A., Fjellberg A. Collembola Septentrionale. A catalogue of the springtails of the Arctic regions. Moscow: KMK Scientific Press, 2006. 190 pp. ISBN 5-873417-305-2

## Признание заслуг
В честь А. Фьеллберга были названы новые таксоны коллембол:
- Pseudosinella fjellbergi  da Gama, 1974
- Friesea arnei  Weiner et Najt, 1985
- Tetracanthella fjellbergi  Deharveng, 1987
- Desoria fjellbergi  Najt, 1981
- Hypogastrura fjellbergi  Babenko et Bulavintsev, 1993
- Willemia fjellbergi  Potapov, 1994
- Anurophorus fjellbergi  Potapov, 1997
- Arneria  Pomorski, 2000 — новый род из семейства Onychiuridae[3]
- Entomobrya fjellbergi  Baquero et Jordana, 2008
- Mucronia fjellbergi  Potapov et Babenko, 2014
- Folsomides fjellbergi  Arbea, 2015
- Intricatonura fjellbergi  Smolis et Bernard, 2017
- Hypogastrura arnei  Skarzynski, 2019
- Oligaphorura arnei  Pasnik et Kaprus, 2019
- Schaefferia fjellbergi  Jordana et Baquero, 2020